# D 887 (Türkei)
Die Straße D 887 (Devlet yolu 887) ist eine nur 2 km lange Straße in der Türkei. Sie führt 6 km östlich der Provinzhauptstadt Erzincan von der West-Ost-Achse der D 100 (Europastraße 80) nach Süden zum Flughafen Erzincan-Yıldırım Akbulut.